# Kwame Quansah
Kwame Gershion Quansah, född 24 november 1982 i Tema, är en ghanansk före detta fotbollsspelare.

## Klubbkarriär
Quansahs moderklubb är Young Kotoko. Som 13-åring gick han till nederländska Ajax. Quansah A-lagsdebuterade 2001 i Eredivisie. Säsongen 2002/2003 var han utlånad till belgiska Germinal Beerschot.
I juli 2003 lånades Quansah ut till AIK. Quansah gjorde sin allsvenska debut den 4 augusti 2003 i en 3–1-förlust mot Hammarby IF, där han i den 89:e minuten även gjorde sitt första mål. Quansah spelade totalt 23 tävlingsmatcher och gjorde tre mål, varav 18 ligamatcher och två ligamål.
Därefter spelade han mellan 2004 och 2014 för Heracles Almelo.

## Landslagskarriär
Quansah debuterade för Ghanas landslag den 15 oktober 2008 i en 2–1-förlust mot Sydafrika. Totalt spelade han två matcher för Ghanas landslag.